# 莫羅科伊國家公園

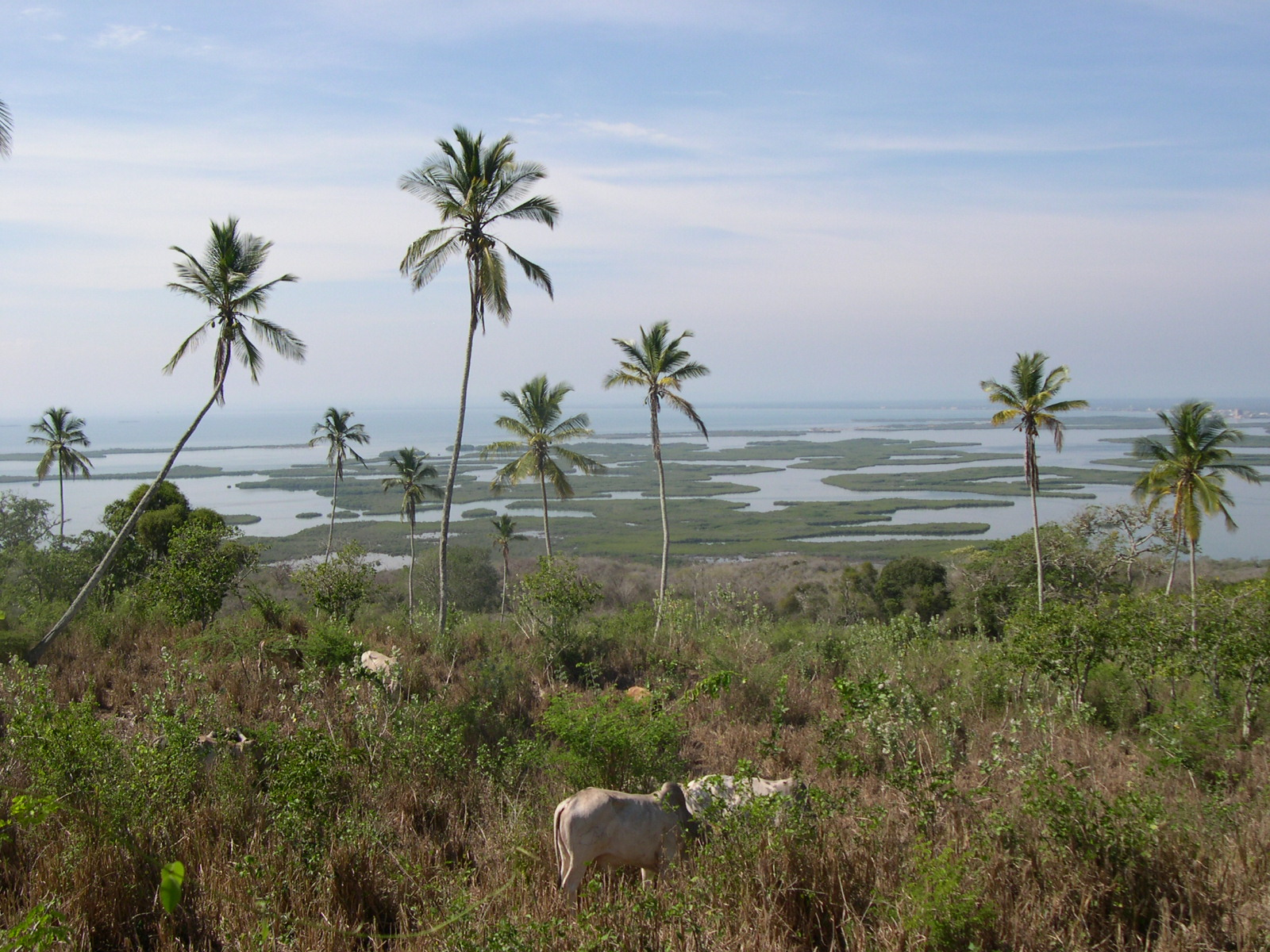

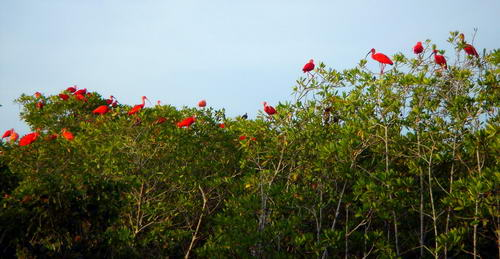

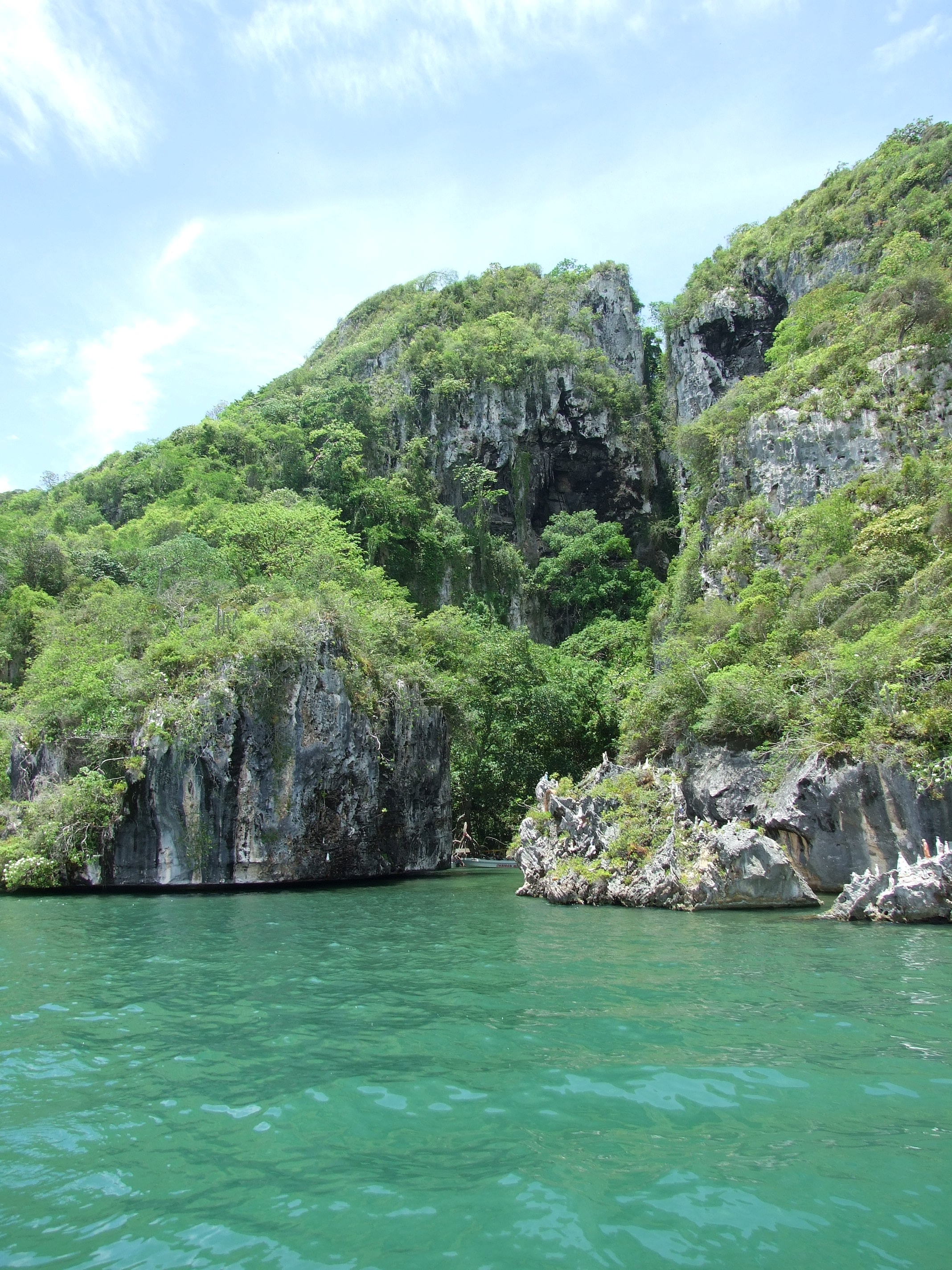

莫羅科伊國家公園是委內瑞拉的國家公園，位於該國西北部，由法爾孔州負責管轄，面積321平方公里，始建於1974年5月26日，該地區有約266種鳥類棲息。